# Кониртобе (Жуалинський район)
Кониртобе́ (каз. Қоңыртөбе) — село у складі Жуалинського району Жамбильської області Казахстану. Входить до складу Жетітобинського сільського округу.
До 1993 року село називалося Успеновка.
Населення — 666 осіб (2021; 613 у 2009, 564 у 1999, 610 у 1989).